# Ethan Cepuran
Ethan Cepuran (Glen Ellyn, 13 mei 2000) is een Amerikaans langebaanschaatser.
Cepuran deed voor het eerst mee aan de wereldkampioenschappen voor junioren 2016 in Changchun. Zijn debuut in de wereldbeker maakte hij in december 2018 in Heerenveen. In het seizoen 2021/2022 pakte Cepuran zijn eerste wereldbekerzege op de ploegenachtervolging in Calgary. Cepuran vertegenwoordigde de Verenigde Staten op de Olympische Winterspelen van 2022 op de 5000 meter en de ploegenachtervolging waar hij een bronzen medaille won.

## Records

### Persoonlijke records
| Afstand      | Tijd     | Datum             | Baan           |
| ------------ | -------- | ----------------- | -------------- |
| 500 meter    | 37,01    | 14 maart 2019     | Calgary        |
| 1000 meter   | 1.10,95  | 25 september 2021 | Salt Lake City |
| 1500 meter   | 1.45,40  | 22 oktober 2021   | Salt Lake City |
| 3000 meter   | 3.38,25  | 27 februari 2021  | Salt Lake City |
| 5000 meter   | 6.12,37  | 3 december 2021   | Salt Lake City |
| 10.000 meter | 13.02,94 | 22 oktober 2022   | Salt Lake City |

(laatst bijgewerkt: 28 oktober 2022)

### Wereldrecords
| Nr. | Afstand       | Tijd     | Datum           | Baan           |
| --- | ------------- | -------- | --------------- | -------------- |
| 1.  | Achtervolging | 3.33,66* | 27 januari 2024 | Salt Lake City |

|  | = huidig wereldrecord |

* samen met Casey Dawson en Emery Lehman

## Resultaten
| Jaar | WK Allround             | WK Afstanden                              | Olympische Spelen         | WK Junioren                          |
| ---- | ----------------------- | ----------------------------------------- | ------------------------- | ------------------------------------ |
| 2016 |                         |                                           |                           | 45e 1500m 21e 5000m                  |
| 2017 |                         |                                           |                           | 25e (58e, 37e, 54e, 16e)             |
| 2018 |                         |                                           |                           | 17e (40e, 27e, 30e, 25e)             |
| 2019 | NC24 (16e, 24e, 24e, -) |                                           |                           | 6e (36e, 7e, 24e, 6e) 14e massastart |
| 2020 |                         | 5e achtervolging                          |                           |                                      |
| 2021 |                         | 22e 1500m 15e 5000m                       |                           |                                      |
| 2022 | 8e (16e, 4e, 13e, 8e)   |                                           | 17e 5000m · achtervolging |                                      |
| 2023 |                         | 12e 5000m 10e massastart 7e achtervolging |                           |                                      |
| 2024 | NC14 (16e, 13e, 12e, -) | 12e massastart 4e achtervolging           |                           |                                      |
| 2025 |                         | 5e massastart · achtervolging             |                           |                                      |

(#, #, #, #) = afstandspositie op juniorentoernooi (500m, 1500m, 1000m, 5000m) of op allroundtoernooi (500m, 5000m, 1500m, 10.000m).
NC24 = niet gekwalificeerd voor de laatste afstand, maar wel als 24e geklasseerd in de eindrangschikking